# Тонмэ (станция метро)
Тонмэ (кор. 동매) — станция Пусанского метро на Первой линии. Представлена двумя боковыми платформами. Станция будет открыта в 2017 году, обслуживаться Пусанской муниципальной транспортной корпорацией. Расположена в районе Саха Пусана, Республика Корея. На станции установлены платформенные раздвижные двери.